# Have a N.I.C.E. day!
Have a N.I.C.E. day! (kurz N.I.C.E., für Nitro Injection Car Enterprises) ist ein im Jahr 1997 von Synetic programmiertes und von Magic Bytes veröffentlichtes Rennspiel für Windows. Später wurde noch das Add-on Track-Pack herausgebracht, welches zusätzliche Einstellungsmöglichkeiten und etwa noch einmal so viele Strecken bietet. Im Jahr 1998 erschien die Fortsetzung N.I.C.E. 2.

## Handlung
Der Spieler beginnt seine Karriere als Rennfahrer ganz unten: In einem Chevrolet Impala muss er eine Reihe Rennen absolvieren. Hierbei ist es nicht ausschlaggebend, immer Erster zu werden – es gibt ein Punktesystem, das dem der Formel 1 ähnlich ist. Für jedes gewonnene Rennen bekommt der Spieler Geld und ein paar Puzzleteile. Mit dem Geld kann er seinen Wagen tunen und einige mehr oder weniger nützliche Gimmicks zukaufen. Die Puzzleteile kann der Spieler zusammensetzen und erhält, wenn er das Puzzle vervollständigt, einen Geldbonus. Sobald der Spieler aus einer Rennserie als Sieger hervorgegangen ist, steigt er in die nächsthöhere Klasse auf. Auf den Chevrolet Impala folgt bald der Ford Mustang, der später von einem raketengetriebenen Wagen abgelöst wird.
Neben dem Karrieremodus gibt es auch die Möglichkeit, gegen einen anderen Fahrer ein Duell zu bestreiten. Je nach eingesetztem Betrag trauen sich wenige bis gar keine Fahrer dazu. Sollte der eigene Wagen beschädigt werden, kann der Spieler ein Reparaturkit verwenden, das den Wagen um 20 Prozent repariert.

## Streckenführung
Die Strecken haben großteils geschichtlichen Hintergrund, so führt eine der Strecken an Pyramiden der Ägypter vorbei, eine andere an jenen der Azteken. Jede Strecke ist mit Loopings und Rampen gespickt. Die Kurven wurden mit unterschiedlichen Farben markiert, so ist zum Beispiel eine Rot markierte Kurve weit und kann schnell genommen werden, eine blaue etwas enger und eine gelbe forciert geradezu einen völligen Stillstand, um nicht gegen die Leitplanke zu fahren.

## Besonderheiten
Im Tuning-Shop gibt es neben den „normalen“ Aufrüstungsmöglichkeiten (Motor, Federung etc.) auch einige ungewöhnliche Teile zur Auswahl. Neben hilfreichen Gegenständen wie Leitplankenführung und Bodensauger gibt es nette Accessoires für den Innenraum. Dazu gehören eine Klopapierrolle für die Hutablage, ein Schaltknauf in Form eines Totenschädels sowie Plüschwürfel für den Spiegel. Auch ein Fuchsschwanz und eine Siegeszigarre können erworben werden, helfen allerdings nicht bei den Rennen.
Bekannt wurde N.I.C.E. vor allem durch das Waffenarsenal, welches u. a. folgende Waffen beinhaltet:
- Gatling Gun (Klassisches Maschinengewehr)
- Haftminen (werden vom Heck des Fahrzeugs auf die Motorhaube des Gegners geschleudert, wo sie detonieren)
- Ölwerfer (Bringt Gegner zum Rutschen)
- Nagelwerfer (Legt einen Teppich aus Nägeln auf die Fahrbahn und behindert so andere Fahrer)
- Raketen (Fliegen immer geradeaus und detonieren im Ziel)
- EMP-Raketen (Im Ziel wird ein EMP ausgelöst, der das gegnerische Fahrzeug lahmlegt)
- Reifenmesser (zerschlitzen die gegnerischen Reifen)

Eine lustige, wenn auch sinnlose Rolle spielt „Hellcat“, der nach jedem Rennen einen sarkastischen Kommentar auf den Spieler loslässt (z. B. „Auch ein blindes Huhn findet mal einen [sic] Korn!“).

## Rezeption
Harald Wagner von PC Games beschrieb es als Nachfolger zu Death Track. Es böte durchdachte Strecken, eine zwar klar Auswahl dafür aber wirkungsvoller Waffen, Gegner mit fairer Spielstärke und eine fantastische Grafik. Christian Bigge von PC Action hingegen verglich es mit zeitgenössischen Rennspielen wie Sega Rally. Es böte weniger grafische Details, sei dafür aber schneller. Die drei unterschiedlichen Ligen und Tuning-Möglichkeiten sorgen für lange anhaltende Motivation. Michael Schnelle kritisierte das Fehlen von Driftmanövern und die oft ähnliche Streckenführung. Sascha Gliss von Power Play empfand die Fahrzeugsteuerung als zu statisch. Er verwies jedoch auf Stärken im Mehrspielermodus. Richard Löwenstein von PC Joker merkte an, dass einige angekündigte Funktionen wie Replays, Chat oder ein Rückspiegel es nicht ins finale Produkt geschafft hätten. Es sei Spielern von Action-Spielen empfohlen, weniger Spielern, die sich eine realistische Rennsimulation wünschten.